# Justin Welby
Justin Portal Welby (London, 1956. január 6. –) brit anglikán lelkész, teológus és jogász. 2011 júniusától 2012 decemberéig Durham püspöke volt. 2013 januárjától 2024 novemberéig ő volt a 105. canterburyi érsek, az Anglikán Közösség vezetője. 2024. november 12-én lemondott tisztségéről.

## Gyermekkora
Apja Gavin Welby, anyja Jane Portal volt. Apja felmenői németországi zsidók voltak, akik az antiszemitizmus elől emigráltak a 19. század végén Angliába, ahol hamar beilleszkedtek. Anyai ágon több őse is lelkész volt. Szülei 1955-ben kötött házasságáig anyja Winston Churchill miniszterelnök egyik titkárnője volt. A szülők házassága négy évvel később felbomlott, amihez valószínűleg hozzájárult, hogy mindketten alkoholisták voltak.
Évtizedekkel később, 2016-ban derült ki, hogy Justin Welby vér szerinti apja nem Gavin Welby volt, hanem Anthony Montague Browne, Churchill személyi titkára, akivel Jane Portalnak rövid viszonya volt.

## Pályafutása
Welby az Eton College-ban végezte a középiskolát. Ezután jogot és történelmet tanult a Cambridge-i Egyetemen, a Trinity College-ban, ahol 1978-ban végzett Master of Arts diplomával. Ezután pénzügyi menedzserként helyezkedett el az olajiparban. 1978-tól 1983-ig az Elf Aquitaine nevű francia cégnél Párizsban, majd 1983–84-ben az Elf brit leányvállalatánál, ezután pedig 1989-ig az Enterprise Oil vállalatnál Londonban dolgozott.
Welby már a pénzügyi karrierje során szerepet vállalt az anglikán egyházban: párizsi évei alatt az ottani St Michaels Church egyházközségében volt tanácstag, majd Londonban a Bromptoni kerületben lévő Holy Trinity Church világi vezetője lett. 1989-ben elhagyta az olajipart és lelkészi tanulmányokat folytatott. Teológiai végzettséget szerzett a durhami St John's College-ben, és 1992-ben szentelték fel.
Ezt követően 15 évig a Coventryi egyházmegyében szolgált, majr 2007-ben Liverpoolba helyezték. 2011-ben Durham püspökévé szentelték. 2013-ban a nyugalomba vonuló Rowan Williams utódjaként Canterbury érsekké szentelték.
2022 szeptemberében ő vezette II. Erzsébet brit királynő temetését, majd a következő év májusában ő koronázta meg III. Károly brit királyt.
2024 novemberében lemondott tisztéről, miután anglikán egyházi vezetők élesen bírálták, amiért nem gondoskodott arról, hogy kivizsgálják több mint száz fiú szexuális bántalmazását az egyház által szervezett nyári táborokban az 1970-es és 80-as években.

## Családja
Welby az egyetemen ismerkedett meg későbbi feleségével, Caroline-nal, aki klasszika-filológiát tanult Cambridge-ben. Két fiuk és három lányuk van. Egy leánygyermekük 1983-ban, héthónapos korában autóbalesetben meghalt.